# نبرد میانه
نبرد میانه، نام نبرد سپاه پادشاهی آل مظفر به فرماندهی امیر مبارزالدین محمد و با حضور شاهزادگان آن دودمان در برابر سپاه اعزامی جانی بیک، پادشاه مغول قبچاق بود. این نبرد که در سال ۷۵۸ هجری قمری در بیرون شهر میانه در آذربایجان رخ داد، منجر به پیروزی درخشان ایرانیان بر مغولان و اخراج آن قوم از ایران تا یورش امیر تیمور گورکان شد. سپاه مظفری در این نبرد از مبدأ اصفهان به سوی تبریز حرکت کرد و با استقبال و شادمانی مردمان و اکابر شهرهای میان راه مواجه شد. هرچند که شمار سپاهیان ایرانی در این نبرد، تنها ۱۲هزار نفر و یک سوم سپاه مغولان بود، اما با رهبری امیر مبارزالدین محمد و مانورهای غیرمنتظرهٔ او، به فتحی نمایان دست یافتند. نبرد میانه را می‌توان نمونه ای واضح و مثال زدنی از شیوهٔ نبرد سلاطین آل مظفر دانست که مبتنی بر حملات سریع و کوبنده با تکیه بر سواره نظام کم شمار برگزیده بود و این شیوه تا پایان سلطنت آل مظفر و نبرد ناموفق شاه منصور با سپاهیان تیمور در سال ۷۹۵ هجری قمری ادامه یافت. در ادامهٔ نبرد میانه، بخشهایی از سپاه آل مظفر با گذر از رود ارس وارد نخجوان شدند و ماورای ارس را تا شروان از حضور مغولان پاکسازی کردند.

## پیامدهای نبرد میانه
هرچند که نبرد میانه، نخستین پیروزی ایرانیان بر مغولان نبود و پیش از آن، سربداران نیز در سال ۷۳۸ هجری قمری بر مغولان پیروز شدند و آن واقعه را سرآغاز پیروزی ایرانیان بر صحرانشینان می‌دانند، اما در پیروزی آل مظفر در نبرد میانه، ویژگی‌هایی هست که آن را نسبت به پیروزی سربداران، درخشان و دارای اهمیت بیشتر می‌سازد. نخست آنکه سربداران در قیاس با آل مظفر، حکومتی محلی و محدود و بیشتر شبیه یک جنبش بودند، حال آنکه آل مظفر، سلطنتی وسیع و نیرومند بودند که سودای وسعتی بیشتر و تسلط بر ایران تاریخی از میان رودان (دجله) تا فرارود (جیحون) را داشتند. همچنین پیروزی سربداران در سال ۷۳۸ تنها ارزش روانی در بازسازی اعتماد به نفس ایرانیان در برابر مغولان داشت و نتیجهٔ عملی چشمگیری در پی نیاورد و از حد واقعه ای محلی، فراتر نرفت، چنان‌که پس از آن نیز در گرگان، عراق و آذربایجان، افرادی با عنوان ایلخان و با استناد به وراثت از چنگیز، فرمان می‌راندند، اما نبرد میانه، میدان عملیاتی بسیار وسیع در سرزمینهای شمال غرب ایران داشت و پیروزی بر آخرین مدعی حکومت بر ایران با استناد وراثت از چنگیز بود و از آن پس تا ظهور تیمور گورکانی، همهٔ مدعیان قدرت در ایران، دعوی وراثت از چنگیز را کنار نهادند. بدین سبب، نبرد میانه را می‌توان نقطهٔ قطعی اخراج مغولان از ایران و بازگشت مشروعیت سلطنت به دورهٔ پیش از مغول دانست که مبتنی بر تبار ایرانی و بیعت با خلافت بود.